# Michael Roach
Michael Roach (sinh ngày 17 tháng 12 năm 1952) là một giáo viên phi-truyền thống của Phật giáo Tây Tạng. Là một nhà sư theo phái Gelugpa, ông là người Mỹ đầu tiên nhận bằng Geshe tại Tu viện Sera ở Tây Tạng. Ông đã tạo ra một số việc làm ăn và tổ chức, viết sách về Phật giáo, và dịch các giáo lý Phật giáo Tây Tạng.
Roach đã viết và giảng dạy rằng yoga, thiền định, và một thực hành giúp đỡ người khác - ngay cả đối thủ cạnh tranh - dẫn đến sự thịnh vượng tài chính. Ông đã có lúc là trung tâm của tranh cãi cho quan điểm của mình, giáo lý, các hoạt động và hành vi.

## Tiểu sử
Michael Roach sinh ra tại Los Angeles, California vào năm 1952 với cha mẹ theo dòng Episcopal, và lớn lên ở Phoenix, Arizona. Sau khi tốt nghiệp trung học, ông đã nhận được Huy chương Học bổng Tổng thống từ Tổng thống Mỹ Richard Nixon, Sau đó theo học Đại học Princeton vào năm 1972. Ông đã đi đến Ấn Độ vào năm 1973 để tìm kiếm kiến thức Phật giáo, trong khi vẫn còn đang học đại học. Ông trở về Hoa Kỳ và nhận được học bổng để trở về học ở Ấn Độ năm 1974. Lúc ở Ấn Độ, Roach đã học tại một tu viện Phật giáo Tây Tạng ở New Jersey do một Lạt ma sinh ra ở Mông Cổ là Sermey Khensur Lobsang Tharchin dẫn dắt. Roach trở về Princeton, sống tại tu viện từ 1975 đến 1981. Một năm trước khi tốt nghiệp vào năm 1975, cả hai bố mẹ ông đều qua đời do ung thư và sau đó anh trai ông tự tử. Năm 1983, ông được thọ giới chức tu sĩ Gelugpa tại Tu viện Sera ở miền Nam Ấn Độ, nơi ông đến nghỉ và học tập định kỳ. Năm 1995, ông trở thành người Mỹ đầu tiên đủ điều kiện cho bằng Geshe (Giáo sư Phật học).
Bắt đầu từ năm 1981, Roach đã giúp tìm và điều hành tập đoàn Andin International, một nhà sản xuất đồ trang sức có trụ sở tại New York. Ông đã sử dụng tiền thu được từ công việc của mình để thiết lập tài chính tài chính để tài trợ cho các dự án khác nhau, đặc biệt là Quỹ Thực phẩm Sera Mey.
Roach đã sử dụng những kinh nghiệm này làm cơ sở cho một cuốn sách, Năng đoạn kim cương (The Diamond Cutter), trong đó ông giải thích cách áp dụng các giáo lý của kinh Kim cương trong bối cảnh kinh doanh.
Năm 1987, Roach thành lập Dự án Đầu vào Kinh điển Châu Á (ACIP). Ông đã thành lập ACIP với mục tiêu sản xuất một phiên bản đầy đủ và có thể tìm kiếm điện tử danh mục kinh điển Phật giáo Kangyur và Tengyur, cùng với các lời bàn và từ điển triết học có liên quan. ACIP đã nhập vào hơn 8.500 văn bản - gần nửa triệu trang — mà được cung cấp miễn phí đến mọi người. ACIP cũng cung cấp một phương tiện kiếm thu nhập cho nhiều người tỵ nạn Tây Tạng.
Từ 1993 đến 1999, Roach đã phát triển và giảng dạy 18 khóa học về Phật giáo Tây Tạng tại thành phố New York. Những khóa học này được dựa trên các bài giảng nhận được khi ông còn là tu sĩ trong các tu viện Tây Tạng, nhưng tổ chức trong một bối cảnh phương Tây thông thường.
Từ năm 2000 đến năm 2003, Roach đã tổ chức và lãnh đạo một khóa nhập thất im lặng ba năm ở sa mạc Arizona với năm người tham gia khác bao gồm một Phật tử người Mỹ, Christie McNally, người mà Roach có một mối quan hệ phức tạp và gây tranh cãi. Cuộc nhập thất được thực hiện theo các hướng dẫn được sửa đổi cho thời hiện đại từ truyền thống Tây Tạng cổ đại.
Năm 2004, Roach thành lập Diamond Mountain Center, một trung tâm nhập thất Phật giáo và chủng viện ở Arizona.